# Charles-Eugène Sancelme
Charles-Eugène Sancelme (né à Jenzat (Allier) le 30 décembre 1882 et mort à Paris le 28 octobre 1962) est un général de l'armée française. 
Lors de la Seconde Guerre mondiale il participe à la défense du territoire face à l'offensive allemande de la Blitzkrieg lors des batailles belges de Dinant et Flavion. Il devient grand-officier de la Légion d'honneur en 1951.

## Biographie
Charles-Eugène Sancelme est né au pont de Jenzat au sein d'une famille paysanne ; il a pour père Pierre Sancelme et pour mère Marie Mome. Il fait ses études secondaires au collège de Cusset et au lycée Banville de Moulins. Rentré à l'école des officiers de Saint-Cyr il en ressort diplômé en 1901. Il intègre deux ans plus tard le quatrième régiment de zouaves et participe jusqu'aux début des années 1910 aux opérations d'Afrique du nord. Il obtient le grade de capitaine en 1917.
Lors de la Première Guerre mondiale il intègre le douzième régiment d'artillerie. De 1934 à 1938, il est chef d'état-major du gouverneur militaire de Strasbourg ; de 1938 à 1940, il commande la 4e division d'infanterie nord-africaine.
Ce début de Seconde Guerre mondiale voit sa participation aux batailles de Flavion et Dinant où il mène deux contre-offensives dont celle du 15 Mai 1940. Avec sa 4e division d'infanterie nord-africaine, ils montent en ligne à Flavion dans l'après-midi du 14 mai face à la 7e Panzer-Division. L'attaque ainsi prévue avec ces deux divisions a pour objectif « de rejeter l'ennemi au-delà de la Meuse et de nettoyer complètement toute la région Ouest de ce fleuve ». Malgré cette contre-offensive la bataille se termine sur une retraite.
Il est fait prisonnier le 17 mai 1940 et le reste pendant toute la guerre. À son retour, il prend sa retraite et partage son temps entre Paris et Ébreuil. Il reçoit en 1951 le grade de grand-officier de la Légion d'honneur. Il repose au cimetière d'Ébreuil.

## Décorations
- Grand officier de la Légion d'honneur
- Croix de guerre 1914–1918 avec cinq palmes et une étoile.
- Médaille commémorative du Maroc avec agrafe « CASABLANCA »
- Officier de l'Ordre du Lion blanc
- Médaille de la valeur militaire (Italie)